# Wydział X Departamentu I MSW
Wydział X Departamentu I MSW – komórka organizacyjna Departamentu I MSW, zajmujący się techniką operacyjną.
Został utworzony podczas reorganizacji Departamentu I w 1961, zmienił numer na IX w 1963, a w 1977 – na XV.

## Kierownictwo wydziału

### Naczelnicy
- Maciej Gołębiowski (15 listopada 1967 – 1 kwietnia 1976);
- Wacław Jerzy Wilk (15 kwietnia 1983 – 31 maja 1988);

### Zastępcy Naczelnika
- Wiesław Jerzy Wilk (1 marca 1981 – 15 kwietnia 1983);
- Antoni Tyl (16 maja 1982 – 15 lipca 1985), major, od 1982 – podpułkownik[1].